# Élections aux Cortes d'Aragon de 2023
Les élections aux Cortes d'Aragon de 2023 (en espagnol : Elecciones a las Cortes de Aragón de 2023) se tiennent le dimanche 28 mai 2023, afin d'élire les 67 députés de la XIe législature des Cortes d'Aragon pour un mandat de quatre ans.

## Mode de scrutin
Les Cortes d'Aragon (Cortes de Aragón) sont une assemblée parlementaire monocamérale constituée de 67 députés (diputados), élus pour une législature de quatre ans au suffrage universel direct selon les règles du scrutin proportionnel d'Hondt par l'ensemble des personnes résidant dans la communauté autonome où résidant momentanément à l'extérieur de celle-ci, si elles en font la demande.

### Convocation du scrutin
Conformément à l'article 37 du statut d'autonomie de l'Aragon, les Cortes sont élues pour un mandat de quatre ans. L'article 11 de la loi électorale aragonaise du 18 février 1987 précise que les élections sont convoquées au moyen d'un décret du Président d'Aragon « dans les délais prévus par la loi organique relative au régime électoral général » afin que le scrutin se tienne le quatrième dimanche du mois de mai, tous les quatre ans.

### Nombre de députés par circonscription
Puisque l'article 36 du statut d'autonomie prévoit que « les Cortes seront composées par un nombre de députés compris entre 65 et 80 » et l'article 37 que « chaque province constitue une circonscription électorale », l'article 13 de la loi électorale dispose que le nombre de parlementaires est fixé à 67 et attribue à chaque circonscription 13 sièges, les 28 mandats restant étant distribués en fonction de la population provinciale.
Les dispositions du statut d'autonomie relatives à la composition des Cortes sont modifiées par la loi organique 15/2022 du 27 décembre 2022 afin d'assigner à chaque province un minimum de 14 sièges à pourvoir. Sans remettre en cause cette disposition, le nombre d'habitants nécessaires pour assigner un siège à la circonscription la plus peuplée ne peut dépasser trois fois celui correspondant à la circonscription la moins peuplée.
Le décret de convocation des élections, publié le 4 avril 2023, dispose que la circonscription de Huesca se voit attribuer 18 députés, la circonscription de Teruel 14 députés et la circonscription de Saragosse 35 députés.
| Circonscriptions | Députés | Carte                                 |
| ---------------- | ------- | ------------------------------------- |
| Saragosse        | 35      | nombre de députés par circonscription |
| Huesca           | 18      | nombre de députés par circonscription |
| Teruel           | 14      | nombre de députés par circonscription |

### Présentation des candidatures
Peuvent présenter des candidatures, : 
- les partis et fédérations de partis inscrits auprès des autorités ;
- les coalitions de partis et/ou fédérations inscrites auprès de la commission électorale au plus tard dix jours après la convocation du scrutin ;
- et les électeurs de la circonscription, s'ils représentent au moins 1 % des inscrits.

### Répartition des sièges
Seules les listes ayant recueilli au moins 3 % des suffrages exprimés dans une circonscription peuvent participer à la répartition des sièges à pourvoir dans cette circonscription, qui s'organise en suivant différentes étapes : 
- les listes sont classées en une colonne par ordre décroissant du nombre de suffrages obtenus ;
- les suffrages de chaque liste sont divisés par 1, 2, 3... jusqu'au nombre de députés à élire afin de former un tableau ;
- les mandats sont attribués selon l'ordre décroissant des quotients ainsi obtenus[9].

## Campagne

### Principales forces politiques
| Force politique | Force politique                                                          | Force politique           | Idéologie                                                                       | Chef de file                                                      | Résultats en 2019          |
| --------------- | ------------------------------------------------------------------------ | ------------------------- | ------------------------------------------------------------------------------- | ----------------------------------------------------------------- | -------------------------- |
|                 | Parti socialiste ouvrier espagnol (es) Partido Socialista Obrero Español | PSOE                      | Centre gauche Social-démocratie, progressisme, régionalisme                     | Javier Lambán (Président)                                         | 30,8 % des voix 24 députés |
|                 | Parti populaire (es) Partido Popular                                     | PP                        | Centre droit à droite Libéral-conservatisme, démocratie chrétienne, unionisme   | Jorge Azcón (Maire de Saragosse)                                  | 20,9 % des voix 16 députés |
|                 | Ciudadanos (fr) Citoyens                                                 | Cs                        | Centre droit à droite Libéralisme, réformisme, unionisme                        | Carlos Ortas                                                      | 16,7 % des voix 12 députés |
|                 | Podemos (fr) Nous pouvons                                                | Podemos (fr) Nous pouvons | Gauche à extrême gauche Socialisme démocratique, populisme, anticapitalisme     | Maru Díaz (en) (Conseillère à la Science)                         | 8,1 % des voix 5 députés   |
|                 | Chunta Aragonesista (fr) Junte aragonaisiste                             | CHA                       | Gauche Socialisme démocratique, nationalisme aragonais                          | José Luis Soro (es) (Conseiller à la Structuration du territoire) | 6,3 % des voix 3 députés   |
|                 | Vox                                                                      | Vox                       | Droite radicale à extrême droite Néo-franquisme, centralisme, ultranationalisme | Alejandro Nolasco                                                 | 6,1 % des voix 3 députés   |
|                 | Parti aragonais (es) Partido Aragonés                                    | PAR                       | Centre à centre droit Nationalisme aragonais, conservatisme                     | Alberto Izquierdo                                                 | 5,1 % des voix 3 députés   |
|                 | Gauche unie (es) Izquierda Unida                                         | IU                        | Gauche radicale Écosocialisme, communisme, républicanisme                       | Álvaro Sanz Remón                                                 | 3,3 % des voix 1 député    |
|                 | Aragón Existe (fr) L'Aragon existe                                       | AE                        | Attrape-tout Régionalisme, lutte contre l'exode rural                           | Tomás Guitarte (es)                                               | Pas candidat               |

### Sondages
| Date              | Institut   | PSOE   | PP     | Cs     | Podemos | CHA   | Vox    | PAR   | IU    | TE/AE |
| ----------------- | ---------- | ------ | ------ | ------ | ------- | ----- | ------ | ----- | ----- | ----- |
| Date              | Institut   |        |        |        |         |       |        |       |       |       |
| SocioMétrica      | 13/04/2023 | 29,0 % | 33,5 % | 2,6 %  | 6,0 %   | 4,6 % | 9,9 %  | 2,4 % | 3,7 % | 5,2 % |
| SigmaDos          | 07/04/2023 | 31,2 % | 33,4 % | 3,5 %  | 5,7 %   | 5,2 % | 9,3 %  | 1,8 % | 4,0 % | 4,6 % |
| Target Point      | 23/01/2023 | 28,7 % | 34,0 % | 2,2 %  | 6,9 %   | 4,6 % | 10,5 % | 3,1 % | 3,6 % | 4,6 % |
| SigmaDos          | 21/11/2022 | 28,4 % | 29,6 % | 1,8 %  | 8,0 %   | 8,1 % | 10,9 % | 3,3 % | 3,8 % | 4,4 % |
| SocioMétrica      | 12/10/2022 | 27,0 % | 32,3 % | 2,1 %  | 5,8 %   | 5,3 % | 15,3 % | 3,3 % | 4,4 % | 3,8 % |
| A+M               | 12/10/2022 | 31,9 % | 32,0 % | 4,4 %  | 6,2 %   | 7,0 % | 6,6 %  | 3,9 % | 3,2 % | 2,3 % |
| A+M               | 23/04/2022 | 30,6 % | 32,4 % | 5,1 %  | 6,3 %   | 6,6 % | 7,0 %  | 4,4 % | 3,7 % | 2,2 % |
| A+M               | 23/04/2021 | 32,7 % | 31,2 % | 4,9 %  | 5,9 %   | 7,2 % | 7,5 %  | 4,4 % | 3,8 % | –     |
| SyM Consulting    | 10/03/2021 | 33,5 % | 23,2 % | 5,3 %  | 6,9 %   | 6,6 % | 12,8 % | 5,4 % | 2,5 % | –     |
| SyM Consulting    | 03/06/2020 | 28,8 % | 25,4 % | 7,2 %  | 8,2 %   | 5,7 % | 14,4 % | 4,8 % | 2,0 % | –     |
| Élections de 2019 | 26/05/2019 | 30,8 % | 20,9 % | 16,7 % | 8,1 %   | 6,3 % | 6,1 %  | 5,1 % | 3,3 % | –     |

## Résultat

### Participation
| Taux de participation | En 2019 | En 2023 | Différence |
| --------------------- | ------- | ------- | ---------- |
| à 14 heures           | 35,95 % | 40,95 % | 5,00       |
| à 18 heures           | 50,30 % | 54,73 % | 4,43       |
| à 20 heures           | 66,16 % | 66,54 % | 0,38       |

### Voix et sièges

#### Total régional
| Représentation en hémicycle sur un axe gauche-droite du résultat. |                                               |           |        |       |        |               |
| Partis                                                            | Partis                                        | Voix      | %      | +/-   | Sièges | +/-           |
|                                                                   | Parti populaire (PP)                          | 237 817   | 35,51  | 14,64 | 28     | 12            |
|                                                                   | Parti socialiste ouvrier espagnol (PSOE)      | 197 919   | 29,55  | 1,29  | 23     | 1             |
|                                                                   | Vox                                           | 75 349    | 11,25  | 5,17  | 7      | 4             |
|                                                                   | Chunta Aragonesista (CHA)                     | 34 163    | 5,10   | 1,16  | 3      | en stagnation |
|                                                                   | Aragón Existe (AE)                            | 33 190    | 4,96   | Nv    | 3      | 3             |
|                                                                   | Podemos-AV                                    | 26 923    | 4,02   | 4,09  | 1      | 4             |
|                                                                   | Gauche unie (IU)                              | 20 959    | 3,13   | 0,19  | 1      | en stagnation |
|                                                                   | Parti aragonais (PAR)                         | 13 988    | 2,09   | 2,99  | 1      | 2             |
|                                                                   | Ciudadanos (Cs)                               | 8 595     | 1,28   | 15,39 | 0      | 12            |
|                                                                   | Parti animaliste avec l'environnement (PACMA) | 3 343     | 0,50   | 0,17  | 0      | en stagnation |
|                                                                   | Escaños en Blanco (EB)                        | 2 860     | 0,43   | 0,21  | 0      | en stagnation |
|                                                                   | Autres                                        | 3 823     | 0,57   | –     | 0      | en stagnation |
|                                                                   | Votes blancs                                  | 10 846    | 1,62   | 0,64  |        |               |
|                                                                   |                                               |           |        |       |        |               |
| Votes valides                                                     | Votes valides                                 | 669 775   | 98,77  |       |        |               |
| Votes nuls                                                        | Votes nuls                                    | 8 337     | 1,23   |       |        |               |
| Total                                                             | Total                                         | 678 112   | 100,00 | –     | 67     | en stagnation |
| Abstentions                                                       | Abstentions                                   | 340 938   | 33,46  |       |        |               |
| Inscrits / Participation                                          | Inscrits / Participation                      | 1 019 050 | 66,54  |       |        |               |

#### Par circonscription
|             |             |         |         |               |               |         |         |               |               |         |         |               |               |  |  |  |  |  |  |
| Sièges      | Sièges      | 18      | 18      | en stagnation | en stagnation | 14      | 14      | en stagnation | en stagnation | 35      | 35      | en stagnation | en stagnation |  |  |  |  |  |  |
|             |             |         |         |               |               |         |         |               |               |         |         |               |               |  |  |  |  |  |  |
|             |             | Nombre  | Nombre  | %             | %             | Nombre  | Nombre  | %             | %             | Nombre  | Nombre  | %             | %             |  |  |  |  |  |  |
| Inscrits    | Inscrits    | 173 392 | 173 392 | 100,00        | 100,00        | 106 318 | 106 318 | 100,00        | 100,00        | 739 340 | 739 340 | 100,00        | 100,00        |  |  |  |  |  |  |
| Abstentions | Abstentions | 59 542  | 59 542  | 34,34         | 34,34         | 31 141  | 31 141  | 29,29         | 29,29         | 250 255 | 250 255 | 33,85         | 33,85         |  |  |  |  |  |  |
| Votants     | Votants     | 113 850 | 113 850 | 65,66         | 65,66         | 75 177  | 75 177  | 70,71         | 70,71         | 489 085 | 489 085 | 66,15         | 66,15         |  |  |  |  |  |  |
| Nuls        | Nuls        | 1 708   | 1 708   | 1,50          | 1,50          | 1 147   | 1 147   | 1,53          | 1,53          | 5 482   | 5 482   | 1,12          | 1,12          |  |  |  |  |  |  |
| Valides     | Valides     | 112 142 | 112 142 | 98,50         | 98,50         | 74 030  | 74 030  | 98,47         | 98,47         | 483 603 | 483 603 | 98,88         | 98,88         |  |  |  |  |  |  |
|             |             |         |         |               |               |         |         |               |               |         |         |               |               |  |  |  |  |  |  |
| Partis      | Partis      | Voix    | %       | Sièges        | +/-           | Voix    | %       | Sièges        | +/-           | Voix    | %       | Sièges        | +/-           |  |  |  |  |  |  |
|             | PP          | 39 484  | 35,21   | 8             | 4             | 23 059  | 31,15   | 5             | 1             | 175 274 | 36,24   | 15            | 7             |  |  |  |  |  |  |
|             | PSOE        | 33 792  | 30,13   | 7             | en stagnation | 16 860  | 22,77   | 4             | 2             | 147 267 | 30,45   | 12            | 1             |  |  |  |  |  |  |
|             | VOX         | 11 362  | 10,13   | 2             | 1             | 7 778   | 10,51   | 1             | 1             | 56 209  | 11,62   | 4             | 2             |  |  |  |  |  |  |
|             | CHA         | 6 119   | 5,46    | 1             | en stagnation | 1 464   | 1,98    | 0             | en stagnation | 26 580  | 5,50    | 2             | en stagnation |  |  |  |  |  |  |
|             | AE          | 3 582   | 3,19    | 0             | en stagnation | 15 338  | 20,72   | 3             | 3             | 14 270  | 2,95    | 0             | en stagnation |  |  |  |  |  |  |
|             | Podemos-AV  | 4 410   | 3,93    | 0             | 1             | 1 409   | 1,90    | 0             | 1             | 21 104  | 4,36    | 1             | 2             |  |  |  |  |  |  |
|             | IU          | 2 916   | 2,60    | 0             | en stagnation | 1 634   | 2,21    | 0             | en stagnation | 16 409  | 3,39    | 1             | en stagnation |  |  |  |  |  |  |
|             | PAR         | 3 696   | 3,30    | 0             | 1             | 4 846   | 6,55    | 1             | en stagnation | 5 446   | 1,13    | 0             | 1             |  |  |  |  |  |  |
|             | Cs          | 1 723   | 1,54    | 0             | 3             | 389     | 0,53    | 0             | 2             | 6 483   | 1,34    | 0             | 7             |  |  |  |  |  |  |
|             | PACMA       | -       | -       | -             | -             | -       | -       | -             | -             | 3 343   | 0,69    | 0             | en stagnation |  |  |  |  |  |  |
|             | Autres      | 2 649   | 2,36    |               |               | 215     | 0,29    |               |               | 3 819   | 0,79    |               |               |  |  |  |  |  |  |
|             | Blancs      | 2 409   | 2,15    | 1 038         | 1,40          | 7 399   | 1,53    |               |               |         |         |               |               |  |  |  |  |  |  |